# Mossel Bay
Mossel Bay (afrik. Mosselbaai) – miasto na południowym wybrzeżu Republiki Południowej Afryki, w Prowincji Przylądkowej Zachodniej, położone pomiędzy Kapsztadem i Port Elizabeth, w pobliżu Przylądka Dobrej Nadziei. Miejscowość wypoczynkowa.
Bartolomeu Dias dotarł do miejsca, w którym znajduje się miejscowość w roku 1488, podczas wyprawy wzdłuż wybrzeży Afryki. Wydarzenie to upamiętnia Muzeum Diasa.
| Miesiąc                          | Sty  | Lut  | Mar  | Kwi  | Maj  | Cze  | Lip  | Sie  | Wrz  | Paź  | Lis  | Gru  | Roczna |
| -------------------------------- | ---- | ---- | ---- | ---- | ---- | ---- | ---- | ---- | ---- | ---- | ---- | ---- | ------ |
| Średnie temperatury w dzień [°C] | 23.5 | 23.2 | 22.3 | 21.0 | 20.1 | 19.2 | 18.6 | 18.2 | 18.4 | 19.1 | 20.5 | 22.4 | 20,6   |
| Średnie temperatury w nocy [°C]  | 18.2 | 18.1 | 17.1 | 15.2 | 13.4 | 12.2 | 11.3 | 11.3 | 12.1 | 13.5 | 15.1 | 16.9 | 14,6   |
| Opady [mm]                       | 30.7 | 33.1 | 40.0 | 38.1 | 38.3 | 32.1 | 32.0 | 36.6 | 40.3 | 39.2 | 35.9 | 29.3 | 426,4  |
| Źródło: {{{accessdate}}}         |      |      |      |      |      |      |      |      |      |      |      |      |        |